# Bateau-mouche

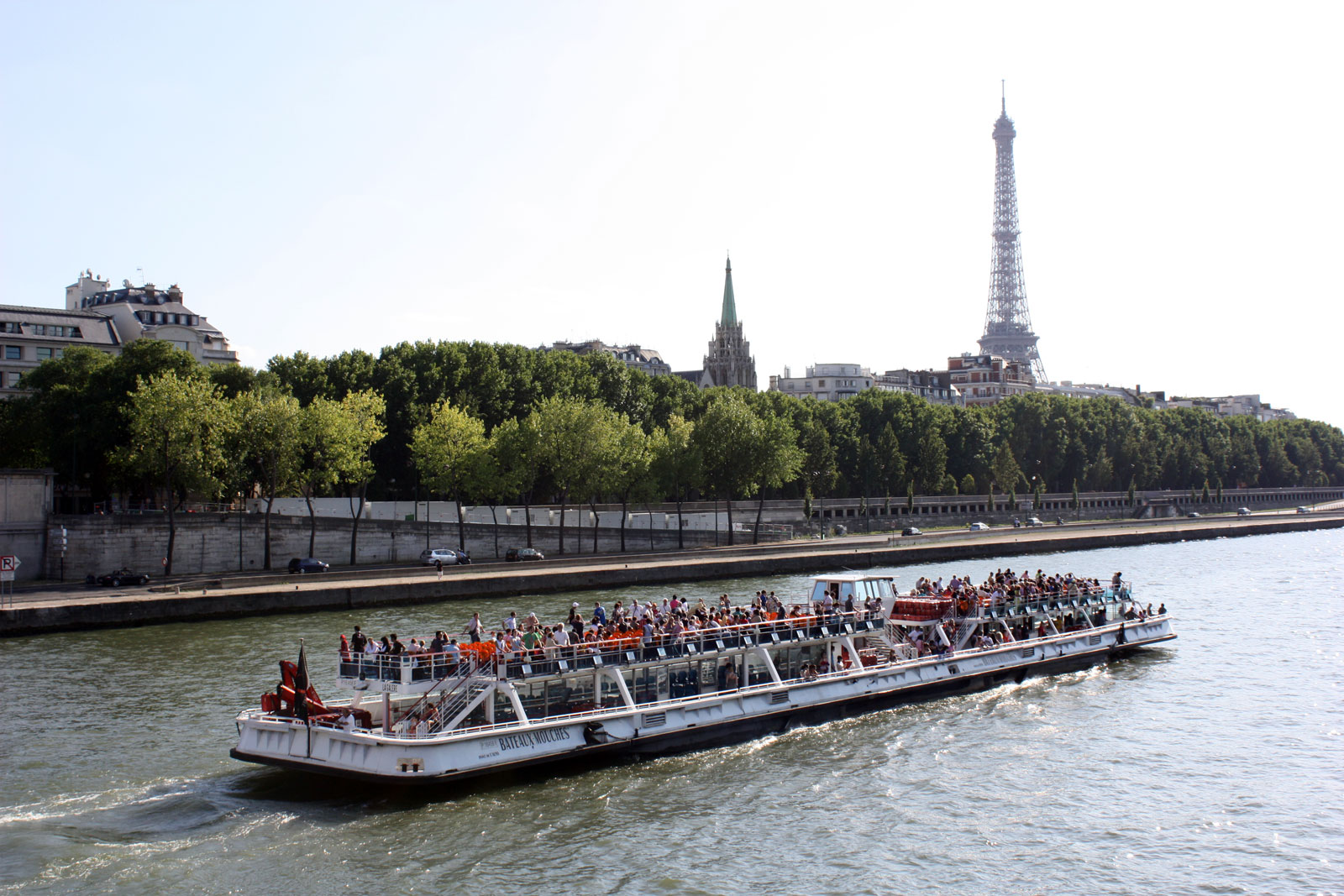
Bateau-mouche u Pont des Invalides

Bateau-mouche (česky doslovně loď-moucha) je ochranná známka a název výletní lodi umožňující turistickou projížďku po Seině v Paříži. Lodě provozuje společnost Compagnie des Bateaux Mouches.

## Název
Bateau Mouche je registrovaná ochranná známka zapsaná roku 1950 společností Compagnie des Bateaux Mouches pro turistické vyjížďky na lodích.
Samotný termín bateau-mouche (v množném čísle bateaux-mouches) existoval již v 19. století a označoval loď, určenou převážně k dopravě zboží na řekách a kanálech. Tyto lodě se nikdy nepoužívaly jako výletní parníky.

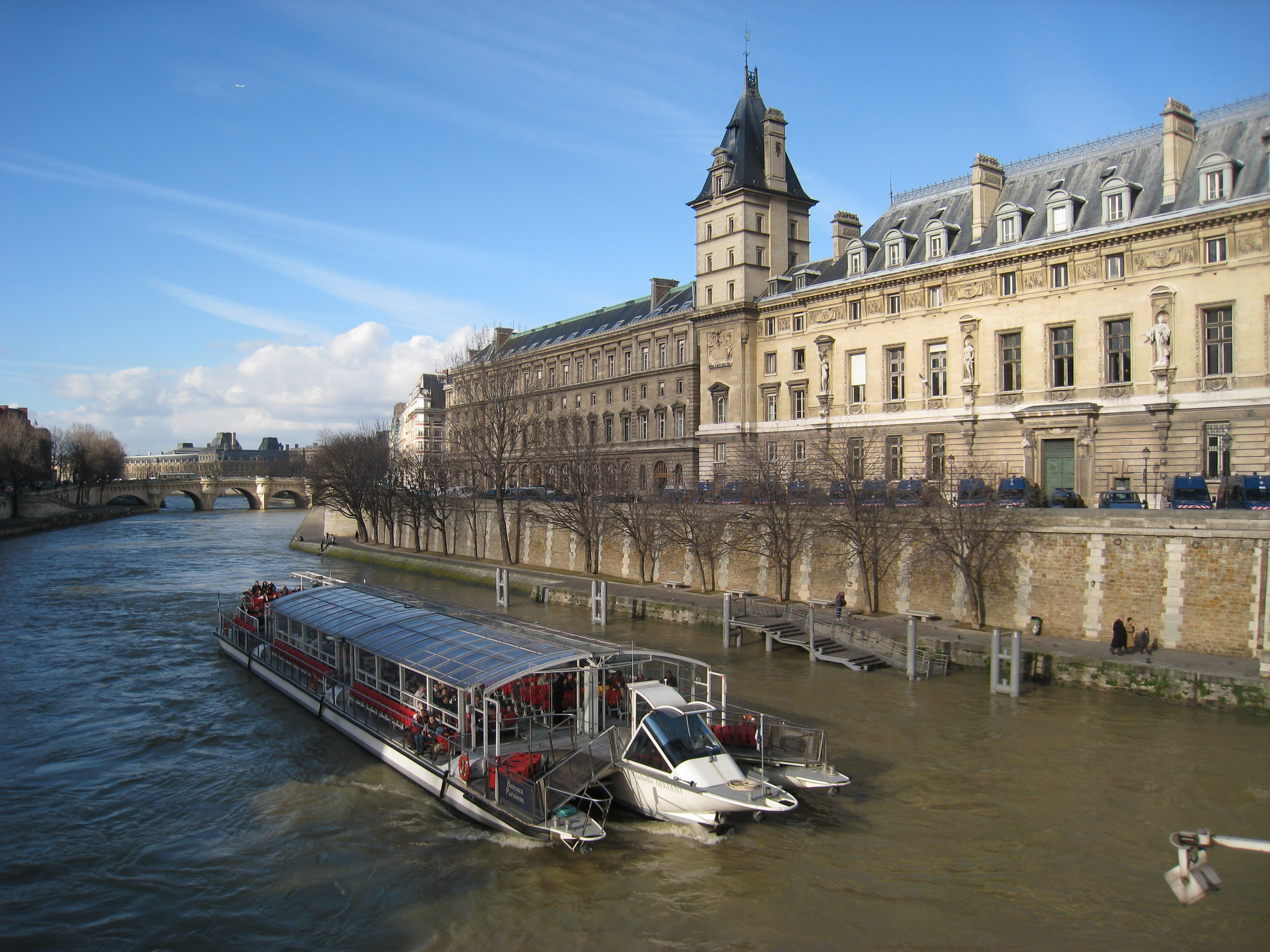
Bateau-mouche u ostrova Cité

Po druhé světové válce, zatímco říční doprava cestujících zmizela ve prospěch silniční dopravy a metra, Jean Bruel (1917-2003) , zakladatel Compagnie des Bateaux Mouches, získal jednu z posledních lodí postavenou pro světovou výstavu v roce 1867 a začal nabízet turistické výlety po Seině. Lodě pro světovou výstavu postavil lyonský konstruktér Michel Félizat. Jeho ateliér se nacházel ve čtvrti Mouche (odtud název lodí) na jihu Lyonu. Jean Bruel nicméně z reklamních důvodů vymyslel osobu jménem Jean-Sébastien Mouche, který měl být tvůrcem těchto lodí. 1. dubna 1953 zorganizoval zprovoznění své nové lodi a při té příležitosti odhalil bustu údajného konstruktéra za přítomnosti ministra dopravy, prefekta Paříže a dalších významných osob.
Čluny mají velkou kapacitu, mají buď zcela otevřenou horní palubu nebo jsou s prosklenou střechou a klimatizovaným interiérem. Lodě jsou vybaveny silnými reflektory k osvětlení nábřeží při projížďkách po setmění.